# Torre del Mas de l'Hereuet
La Torre del Mas de l'Hereuet són dues torres del poble de Monnars, al municipi de Tarragona, declarades Bé Cultural d'Interès Nacional. El mas de l'Hereuet és situat a tocar de la urbanització Residencial Monnars, dalt d'un turó dominant terres muntanyoses al nord i un ampli i fèrtil comellar anomenat los Prats al sud-est. L'estructura actual d'aquesta masia deu correspondre al segle xvi-xvii, amb ampliacions posteriors difícils de definir degut a l'estat general de ruïna que presenten la totalitat dels edificis. Hi destaquen la porta principal d'accés amb arcada de pedra de mig punt i una arcada de pedra irregular en l'interior del mas. Els elements més espectaculars són, però, dues torres defensant els flancs de la casa per la seva façana principal al sud, cara al mar.

## Descripció
La torre occidental presenta una planta rectangular de 4,50 per 3 metres de costat, i un gruix d'1 metre. L'alçada total de la torre és d'11 metres i l'aparell és de maçoneria irregular lligada amb calç amb carreus reforçant els angles (encoixinats a la banda sud) i d'altres llisos emmarcant les obertures. Les obertures originals, majoritàriament tapiades, combinen petites finestres quadrades amb espitlleres i ressalta una finestra amb arc de mig punt oberta en la cara oest rematada amb una corniseta. En època posterior es va fer una nova distribució interna que va implicar també la creació de noves finestres més grans i la d'una porta a nivell de planta baixa que comunica amb l'exterior. No hi ha merlets i la coberta superior és de teulada a dues aigües.

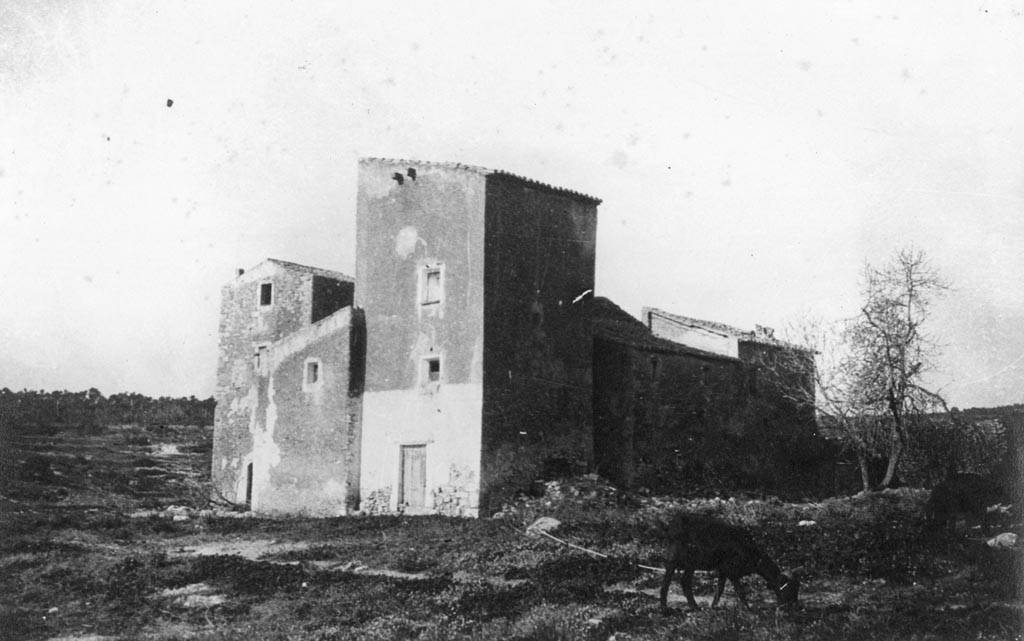
Torre del mas de l'Hereuet, al febrer de 1927

La torre oriental és quadrada, de 3,60 per 3,75 m a l'interior i 0,85 m d'amplada de murs. L'aparell és de maçoneria irregular amb els angles reforçats amb carreus a la planta baixa, mentre tot el cos superior està construït íntegrament amb tàpia, excepte el coronament. En la cara nord hi ha restes de la porta, que estava situada a nivell del primer pis i emmarcada amb carreus i en la façana oposada es conserva una mena d'espitllera tapiada també a nivell del primer pis. Hi ha restes de dos matacans, un al sud i l'altre a l'oest, que no semblen defensar res. La distribució interior d'ambdues torres és de pisos separats per sostre pla, amb cel ras que substitueix a un antic sostre de fusta. Presenta tots els murs arrebossats i una coberta a una sola aigua. Finalment, s'observen una sèrie d'obertures posteriors entre les que ressalta una porta que dona a l'exterior.
Aquestes torre s'han situar en el context de les freqüents incursions de pirates moros que assolaren les costes durant els segles xvi i xvii. L'estat de conservació de la torre occidental és bastant bo. Però no el de la torre oriental; la coberta i els trespols han caigut i diversos forats i esquerdes en la zona mitjana i alta de la torre posen en greu perill la seva estabilitat. Cal una actuació urgent per evitar que la torre s'ensorri. Per altra banda, l'expansió d'una veïna urbanització de cases unifamiliars ha tapat bona part de la visió d'aquest mas, arribant a construir una casa a pocs metres d'una de les torres.